# Серифос
Се́рифос (греч. Σέριφος) — остров в Греции, в южной части Эгейского моря. Находится в западной части архипелага Киклады между Сифносом и Китносом. Через остров проходит паром по маршруту Пирей — Серифос — Сифнос — Милос — Кимолос. На острове есть крупные запасы железной руды, ведется добыча иностранными компаниями.
В греческой мифологии Серифос знаменит тем, что здесь вырос великий герой Персей, а впоследствии с помощью головы медузы Горгоны превратил в камень жителей этого острова. Иногда Серифос связывают с островом циклопов в Одиссее: на этом острове Одиссей ослепил Полифема. На Серифосе есть пещера, где это якобы произошло (у Гомера или другого древнегреческого автора нет упоминания связи циклопов с Серифосом; возможно это выдумка современных жителей острова для привлечения туристов).